# Ippy
Ippy – miasto w Republice Środkowoafrykańskiej (prefektura Ouaka). Według danych szacunkowych na rok 2008 liczy 16 851 mieszkańców.